# Aldo Simoncini
Aldo Junior Simoncini (ur. 30 sierpnia 1986 w San Marino) – sanmaryński piłkarz występujący na pozycji bramkarza w SP Tre Fiori oraz w reprezentacji San Marino.

## Życie prywatne
Brat bliźniak Davide Simonciniego.

## Sukcesy
AC Libertas
- Puchar San Marino: 2013/2014
- Superpuchar San Marino: 2014, 2019

SP Tre Fiori
- mistrzostwo San Marino: 2019/20
- Puchar San Marino: 2018/19